# A tökéletes trükk
A tökéletes trükk (eredeti cím: The Prestige) 2006-ban bemutatott amerikai–brit filmdráma Christopher Nolan rendezésében, Hugh Jackman, Christian Bale és Michael Caine főszereplésével. A forgatókönyvet Christopher Priest 1995-ös díjnyertes azonos című regénye alapján Christopher és Jonathan Nolan írta.
A történet középpontjában két rivális, Robert Angier és Alfred Borden áll, akik viktoriánus kori színpadi bűvészek a századfordulós Londonban. Angier Bordent okolja egy tragédiáért; vetélytársakká lesznek, mindketten felül akarnak kerekedni a másikon. Annak megszállottjává válnak, hogy létrehozzák a legtökéletesebb színpadi illúziót, s nem riadnak vissza semmitől annak érdekében, hogy felfedjék egymás trükkjeinek titkát.
A tökéletes trükk 2006. október 20-án került az amerikai mozikba, Magyarországra 2007. január 4-én érkezett.

## Főszereplők
| Szerep                                                                                      | Színész            | Magyar hangja (1. szinkron) |
| ------------------------------------------------------------------------------------------- | ------------------ | --------------------------- |
| Alfred Borden, munkásosztálybeli bűvész, akinek remek érzéke van az illúziók természetéhez. | Christian Bale     | Fekete Ernő                 |
| Robert Angier, arisztokrata bűvész, akinek kiváló tehetsége van a színpadi előadáshoz.      | Hugh Jackman       | Szabó Sipos Barnabás        |
| John Cutter, Angierrel dolgozó trükkszakember.                                              | Michael Caine      | Fülöp Zsigmond              |
| Olivia Wenscombe, Angier asszisztensnője.                                                   | Scarlett Johansson | Ruttkay Laura               |
| Sarah Borden, Borden felesége.                                                              | Rebecca Hall       | Haumann Petra               |
| Julia McCullough Angier, Angier felesége, aki maga is közreműködik a színpadon.             | Piper Perabo       | Csondor Kata                |
| Nikola Tesla, valóban élt feltaláló.                                                        | David Bowie        | Sörös Sándor                |
| Mr. Alley, Tesla segédje.                                                                   | Andy Serkis        | Kőszegi Ákos)               |

## Cselekmény
A rendkívül összetett cselekményt többféleképpen lehet értelmezni. A következőkben ezek közül egy változat olvasható.
A film történetvezetése három részre osztható, ez a trükk három lépésére emlékeztet. Először ott van az előkészület, avagy az „ígéret”, amikor a bűvész olyat mutat a közönségnek, ami átlagosnak tűnik, de minden bizonnyal nem az, s így félrevezeti őket. Ezt követi a mutatvány, másképpen a „fordulat”, melynek során a bűvész az átlagost különlegessé teszi. Végül következik a „jutalom”, melynek keretében az illúzió hatása megnyilvánul. Akadnak „meglepetések és fordulatok, amelyektől életek függnek, s valami olyan megdöbbentőt látsz, amit még soha azelőtt.”
Alfred Borden bíróság előtt áll Londonban a 20. század fordulójának idején Robert Angier meggyilkolásáért. Mivel ő az egyetlen szemtanúja Angier halálának, bűnösségére a körülmények szolgálnak bizonyítékként. A kivégzésre várva Borden olvasni kezdi Angier naplóját. A napló kezdetén Angier Borden naplója korai éveinek olvasásáról ír.
1887-ben vagyunk. Angier és Borden Miltonnak, a mágusnak dolgoznak, s mellettük ott van Harry Cutter is, aki a trükkeszközök szakértője. Angier felesége, Julia a vízzel teli kabinból való kiszabadulás trükkjének előadása közben megfullad, s Angier azt gyanítja, Borden nem a szokványos csomót kötötte a nő csuklójára, hanem egy erősebbet, és ebből Juliának nehezebben ment a kibújás. A temetésen Angier kérdőre vonja Bordent a csomóról, de ő azt feleli, nem tudja, melyiket használta, s ez feldühíti Angiert.
A két férfi külön kezd bűvészi karrierbe. Borden „A Professzor” lesz, s felfogad maga mellé egy segédet, Fallont. Egy alkalommal találkozik Sarah-val; összeházasodnak, s kislányuk születik, Jess. Sarah nehezen viseli Bordent; azt állítja, meg tudja különböztetni, mikor mondja férfi őszintén, hogy szereti, s mikor nem. Borden golyófogó-trükkjének egyik előadásán megjelenik Angier álcázva, s saját golyóját a csőbe csúsztatva újfent a csomóról kérdezi Bordent. Mikor épp lőni készül, Fallon előlép és lefogja a karját, így a golyó Borden kezét találja el, s ez két ujjába kerül.
Ez idő közben Angier „A Nagy Danton” néven lép fel Cutter segédletével. Felveszik a fiatal és csinos Oliviát segédnek, hogy elvonja a közönség figyelmét. Mikor Angier az eltűnő madár trükkjét adja elő, Borden lép a színpadra önkéntes jelentkezőként, álszakállban, s szánt szándékkal elrontja a trükköt, ennek következtében Angier hírneve csorbát szenved. Borden hamarosan hatalmas tömegeket kápráztat el „A Teleportáló Ember”-rel, minek keretében egy gumilabdát lepattintva magára zár egy szekrényt, majd egy pillanat múlva a színpad másik felén előtűnik egy másikból, elkapva az apró tárgyat. Az új illúzió elkápráztatja Angiert és Oliviát is. Angier megszállottan próbál túltenni vetélytársán, így felbérel egy hasonmást, s ellopja Borden trükkjét egy kis változtatással, „Az Új Teleportáló Ember” néven. A dublőr élvezi a tapsvihart, míg Angier csak a színpad alatt hallgathatja. Ebből fakadó elégedetlenségében, s hogy rájöjjön Borden trükkjének nyitjára, elküldi Oliviát, hogy lopja el Borden titkait. Noha Olivia elhozza neki Borden féltve őrzött naplóját, a nő szerelembe esik a riválissal, s felülteti Angiert, így Bordennek alkalma nyílik szabotálni ellensége előadását azzal, hogy elmozdítja a színpad alatti, a biztonságos landolást biztosító alkalmatosságot, emiatt Angier eltöri a bal lábát. Viszonzásképpen Angier és Cutter foglyul ejtik Fallont, s csak akkor hajlandóak szabadon engedni, ha Borden elárulja illúziójának kulcsát. Borden egy szót nyújt át Angiernek, „TESLA”, s azt sugallja, ez nem csupán naplója titkosírása megfejtéséhez szolgáló kulcs, hanem maga a trükk megoldása.
Angier Colorado Springsbe utazik, hogy felkeresse Nikola Teslát, s rájöjjön Borden trükkjének titkára. Tesla épít egy teleportáló gépezetet, ám az nem működik tökéletesen. Angier Borden naplójából ráébred, hogy felültették. Úgy érezvén, hogy elpocsékolta pénzét, visszamegy Tesla laboratóriumába, ahol felfedezi, hogy a masina képes megalkotni és teleportálni bárminek a másolatát, amit aláhelyeznek. Közben Tesla kénytelen elhagyni Colorado Springst Thomas Edisonnal való ellentéte miatt, de eljuttatja a gépet Angierhez. Egy levélben figyelmezteti őt, hogy semmisítse meg.
Sarah kapcsolata Bordennel végleg megromlik. Azt gyanítja, férjének házasságon kívüli viszonya van Oliviával, s egy veszekedést követően felakasztja magát. Angier visszatér Londonba, hogy elkezdje új trükkje, „Az Igazi Teleportáló Ember” előadás-sorozatát, mely 100 alkalomból áll. Arra kéri Cuttert, ezúttal maradjon a színpadon kívül; csak vak embereket vesz fel segédnek a színfalak mögé. Az új illúzió során Angier eltűnik egy hatalmas, elektromos gömb alatt, s 15 méterre, a színház balkonjára „teleportálja” magát egyetlen másodperc leforgása alatt. Borden meghökken, de felfigyel egy csapóajtóra. Egyik este az előadást követően Fallon követi Angier alkalmazottait. A vak férfiak egy nagy, letakart vizeskabint szállítanak át a városon egy elhagyatott épülethez.
Borden ismét elmegy Angier előadására. Beoson a színfalak mögé, ahol Angiert egy vizeskabinban találja; a záron lévő lakat miatt nem tud kimászni belőle. Borden megpróbálja megmenteni Angier életét, ám a férfi megfullad. Cutter rajtakapja Bordent, aki börtönbe kerül. Bűnösnek találják gyilkosság vádjában, az ítélet pedig akasztás. A börtönben közlik vele, hogy kislánya állami gondozásba kerül, hacsak át nem adja trükkjének titkát egy bizonyos Lord Caldlownak, aki ez esetben magához veszi Jesst. Borden kénytelen együttműködni, de nem nyújt át minden jegyzetet, amíg nem láthatja gyermekét a kivégzése előtt. Angier naplójának végére ér, ahol azt olvassa, hogy Angier reméli, élvezi a börtönben töltött időt, ahol az ő megölése miatt rohad. Mikor Lord Caldlow meglátogatja Bordent Jess-szel, a bűvész már tudja, hogy Caldlow maga Angier. Teljesen legyőzötten, Borden átadja Angiernek „A Teleportáló Ember” titkát, de az összetépi a papírt, anélkül, hogy elolvasná. Cutter elmegy Lord Caldlowhoz, aki felfedi előtte valódi kilétét. Meglepetésében, hogy Angiert életben látja, oldalán Jesszel, a félelmetes felismerésre jut, hogy hová is vezetett Angier megszállottsága. Bordent ezt követően felakasztják.
Cutter követi Angiert az elhagyott épületbe, ahol kérdőre vonja. Miután tudomást szerez a halott Angier-másolatokról, undorral hagyja el a helyet. Angiert lövés éri a sötétből, ahonnét Borden lép elő, s felfedi egykori barátja előtt, hogy ő és Fallon ikrek voltak, ketten éltek egy életet. Egyikük Sarah-t, másikuk Oliviát szerette. Az eredeti trükkre is ez a magyarázat. Olyannyira elkötelezettek voltak az illúzió mellett, hogy tökéletes hasonlóságuk fenntartásáért a másikuk is vállalta két ujjának elvesztését. Angier, akit a lövés végzetesen megsebesített, elárulja, hogy minden alkalommal, mikor a trükk előadása közben eltűnt szem elől, egy lezárt tartályba esett és megfulladt. A gépezet megalkotta másolatát, akit a balkonra teleportált, s aki fogadta a tapsot. Angier elmondja, szenvedett a nagyszerűségért, s olyan bölcsességről tesz tanúbizonyságot, melyről Borden nem gondolta volna, hogy Angier valaha is elsajátítja a titkai ellopásával. Angier első kísérlete a géppel másolatának megöléséhez vezetett, s ezen árat minden egyes alkalommal meg kellett fizetnie a sikerért, ha előadta a számot. Angier holtan csuklik össze, az épületben tűz üt ki. Borden Cutterhez megy, ahol már várja őt kislánya.

## Témák
A Borden és Angier közti vetélkedés uralja a filmet. Megszállottság, titkolózás és áldozat hajtja a küzdelmet, melyekből mindkét bűvész kiveszi a részét a jobbnak bizonyulásért folytatott halálos párharc folyamán, tragikus eredményeket szülve. Az, hogy testvére létezésének titkát fenntartsa, Bordennek felesége bizonytalanságához, majd öngyilkosságához vezet. Hasonlóképpen, Angier elhivatottsága Borden legyőzésében Olivia szerelmébe és Cutter barátságába kerül. Küzdelmük az osztályharcon keresztül is kifejeződik: Borden mint „A Professzor” egy munkásosztálybeli bűvész, aki bemocskolja a kezét, szemben Angierrel, „A Nagy Danton”-nal, egy elsőosztályú showmannel, akit akcentusa amerikai fellépésűvé tesz. Matt Brunson filmkritikus a kettősség bonyolult témáját figyelte meg Angieren és Bordenen keresztül, amit a film nem csupán a jó és a rossz szereplők harcának egyszerű megfogalmazásával intéz el.
A tartalom nem korlátozódik A tökéletes trükk fiktív közegébe, hanem tovább gyűrűzik a színpadi bűvészet külső világába. Borden teleportációs illúziójának ellopása csupán egy a bűvészek egymás közti számos elcsent trükkje közül. Chung Ling Soo aranyhal-akváriumos előadását vetélytársától, Ching Ling Footól vette át, akinek produkcióját Borden és Angier is megnézi, mikor még barátok. Borden és Soo is élt a veszélyes golyófogó-trükkel: Borden elvesztette két ujját, még a valóban létezett Soonak az életébe került. A film világán kívül hasonló versengés volt John Nevill Maskelyne és Harry Kellar bűvészek között a levitációs trükkel kapcsolatban. (A regény háttértörténetében Maskelyne segítette beindítani Borden professzionális bűvészi karrierjét, s ő a két mágus egyike, aki ismeri Borden trükkjének titkát.)
A fizika „bűvészei”, Nikola Tesla és Thomas Edison között is rivalizálás tört ki az elektromos áram felett, ami a filmben Borden és Angier a bűvészi hatalomért folytatott harcának paraleljeként jelenik meg.
A Creative Screenwriting munkatársa, Dan Shewman azt mondja, a film azt a kérdést teszi fel, hogy milyen messzire menne el valaki, hogy átadja magát egy művészetnek. Chung Ling Soo karaktere Shewman szerint ezen téma metaforája.
Alex Manugian filmkritikus úgy utal erre a témára, mint az „elkötelezettség értelme”. Például, Soo lassúnak és gyengének tetteti magát, elterelve a közönséget figyelmét valódi fizikai erejéről, aminek segítségével képes az aranyhal-akvárium trükköt véghez vinni, de ezen illúzió fenntartásához fel kell áldoznia igazi énjét: Soo valódi megjelenését és a természetes mozgás szabadságát öntudatosan elnyomja, s szüntelenül a mágia művészetének áldozza.
Manugian számára a központi téma a „megszállottság”, de meglátása szerint szintén megjegyzendő mellékes téma az „átverés természete” és a „tudomány mint varázslat”. Manugian kritizálta a Nolan-fivéreket, amiért megpróbáltak „túl sok témát beletuszkolni a történetbe”.

## Gyártás
Valerie Dean producer hívta fel Christopher Nolan figyelmét Priest könyvére, a produkciót pedig Aaron Ryder karolta fel a Newmarket Filmstől. A forgatókönyv megírása hosszú együttműködés volt a Nolan-testvérek között, megszakításokkal hat éven át tartott.
Julian Jarrold és Sam Mendes producere megkereste Christopher Priestet egy adaptálási szándékkal; azonban Priestet lenyűgözték Christopher Nolan Following és Mementó című filmjei, s személyesen ő hagyta jóvá Nolanék adaptációját. Priest úgy írta le, mint „egy nem mindennapi és briliáns forgatókönyv, a regényem magával ragadó adaptációja.”
Noha a film tematikailag hűséges a regényhez, számos, a cselekménnyel kapcsolatos és szerkezeti változtatást vittek végbe, ezek közül a legjelentősebb azon mellékszál törlése, melyben helyet kapott a spiritualizmus, illetve a könyv modern korba helyezett kerettörténetének leváltása Borden akasztásra várakozásával.
A forgatás 2006. január 9-én vette kezdetét és ugyanezen év április 8-án ért véget. Nolan csak egyetlen díszletet építtetett a filmhez, egy „a színpad alatti helyiséget, ahol a masinériák helye van, melyek a nagyobb trükköket működtetik”, s a Los Angeles-i stúdiók berendezését preferálta, hol Coloradónak, hol a viktoriánus Angliának megfelelően. A forgatási helyszínek között találjuk a Los Angeles Theatert, a Los Angeles-i Koreatown-t, a Downey Studios-t, a Warner Brothers Studios-t és a Universal Studios külterét.
A Radiohead frontembere, Thom Yorke "Analyse" című száma szól a végefőcím alatt.

## Fogadtatás
A tökéletes trükk jó kritikákat kapott, a Rotten Tomatoes oldalán 74%-ot ért el az összegyűjtött 172 visszajelzés alapján. Az USA Today munkatársa, Claudia Puig úgy írta le a filmet, mint „az elmúlt évtized egyik leginnovatívabb, legfordulatosabb művészfilmje”. A hasonló véleményen álló Drew McWeeny szerint a film többszöri nézést igényel, s ezzel egyet ért Peter Travers a Rolling Stone-tól. Richard Roeper és vendégkritikusa, A.O. Scott is elismerően szólt a produkcióról. A Killer Movie Reviews dicsérte Nolant, amiért „mindvégig fenntartja a varázslat tökéletes érzékletét”. Todd Gilchrist az IGN-től megtapsolta Bale és Jackman játékát, s elismerésben részesítette Nolant, amiért „ezt az bonyolult történetet olyan érthetővé és hatásossá” tette, „ahogyan a külsőre egyszerű képregény-adaptációt (Batman: Kezdődik!) is többrétegűvé és kimunkálttá alakította”. A CNN.com és a Village Voice kritikusa, Tom Charity 2006 legjobb filmjei közé sorolta A tökéletes trükköt.
Másfelől, Dennis Harvey a Varietytől bírálattal illette a filmet, ugyanakkor dicséretben részesítette az amúgy alulírt szerepekben játszó színészeket. A The Hollywood Reporter újságírója, Kirk Honeycutt szerint a karakterek „alig több, mint vázlatosak. Nem számítva a megszállottságukat, a két bűvész igen kevés személyiséggel van megáldva”. Mindazonáltal, a két kritikus méltatta David Bowie-t Tesla szerepében, akárcsak a fényképezést. Az AICN véleménynyilvánítója, aki „Vincent Hanna”-ként ismert, megjegyzi, hogy a film „jó, és megéri megnézni… de valahogy ugyanakkor kisebb csalódásnak érződik”. Egyszerű megfogalmazásában Emanuel Levy úgy véli: „Hogy túlbonyolítottnak, avagy csupán szükségtelenül komplikáltként fogja fel a néző A tökéletes trükköt, legfőképp annak függvénye, hogy mennyire hajlandó felfüggeszteni a hitetlenségét két órára.” A filmet négyesre osztályozta.
Mint a könyv rajongói, Howard Waldrop és Lawrence Person a Locus Online-on „nagyszerű filmnek” tituálta a produkciót, Person még azt is állítja, hogy tulajdonképpen jobb, mint a könyv. Azonban Gary Westfahl, szintén a Locustól, noha kedvezően nyilatkozott a filmről, azt mondta, „a regény kifinomult és összetett, míg a film tompa és leegyszerűsített.”
A tökéletes trükk 14,8 millió dollárral nyitott az Egyesült Államokban, a dobogó legfelső fokán. Futását 53 millió dolláron fejezte be, a Warnerhez tartozó nemzetközi piacról pedig további 56 millió folyt be a kasszákba, így összbevétele meghaladja a százmillió dollárt.
Magyarországon kevéssé mozgatta meg a nézőket, első hétvégéjén országszerte 11 433 néző látta, amivel csupán a lista hetedik helyére futott be. Összesen 41 650 néző váltott rá jegyet, 40,7 millió forint értékben. A teljes képhez hozzátartozik, hogy a film országosan csak 16 kópián indult, ami kevesebb, mint fele az élvonalbeli szuperprodukciókénak.
Az IMDb több mint 166 ezer szavazója 10-ből 8,4 csillagra értékelte a filmet, amivel bekerült a „legjobb 250” közé.

## Fontosabb díjak és jelölések
- Oscar-díj (2007)
  - jelölés: legjobb fényképezés (Wally Pfister)
  - jelölés: legjobb díszlet
- Empire Awards, UK (2007)
  - díj: legjobb rendező (Christopher Nolan)
  - jelölés: legjobb színész (Christian Bale)
  - jelölés: legjobb női elsőfilmes (Rebecca Hall)
- London Critics Circle Film Awards (2007)
  - díj: az év brit mellékszereplő színésze (Michael Caine)
  - jelölés: az év legjobb férfi főszereplője (Christian Bale)
  - jelölés: az évrendezője (Christopher Nolan)
  - jelölés: az év elsőfilmes színésze (Rebecca Hall)
- Szaturnusz-díj (2007)
  - jelölés: legjobb sci-fi film
  - jelölés: legjobb jelmeztervezés
- Motion Picture Sound Editors (2007)
  - jelölés: Legjobb hangvágás